# Кенет I
Кенет I Макалпин (на шотландски келтски: Cináed mac Ailpín) e първият крал на Обединеното кралство Шотландия (843 – 858).

## Биография
През 839 година пиктите и скотите се обединяват, за да дадат отпор на викингите. Впоследствие скотският крал Кенет Макалпин, завладява кралството на пиктите и през 843 г. се случва обединение между двете кралства. Някои историци допускат, че той е бил син на пиктска принцеса и това е улеснило сливането на двете племена, като властта се е предала по майчина линия.
От 843 г. Шотландия, която дотогава е разкъсвана от междуособици, става едно кралство, известно като Скотия, а името на пиктите потъва в забрава. Новите столици стават Дънкелд, Стърлинг и Скун – някогашното сърце на пиктското Кралство Фортрия. Както изглежда шотландският келтски език бързо се издига над родствения пиктски. Вероятно още преди това между тях е имало родство. Религиозното единство между двата народа било осъществено още преди два века.
Успехът на Кенет Макалпин засяга непосредствено скотите и пиктите. Другите британски племена като бритите, обаче продължили да си съществуват отделно. Англо-саксонците владеели Нортъмбрия, скандинавците северните острови и т.н. Войната с тях ще продължи почти два века.
Името на наследника на Кенет Макалпин е Константин I (862 – 877).